# Јовица Стојковић
Јовица Стојковић (Осоница код Ивањице, 1858 – Краљево, 15. октобар 1933) био је српски трговац и председник општине Краљево.

## Биографија
Јовица Стојковић је рођен 1858. године у Осоници код Ивањице. Његов отац Василије се са породицом доселио 1867. године у Грдицу код Краљева. Јовица је основну школу завршио у Краљеву, али је 1871. године морао да прекине школовање због материјалних проблема и да се запосли као трговачки помоћник. Осамосталио се 1880. године, када је на централном градском тргу отворио сопствену бакалску радњу. Ово је уједно била прва радња у којој су Краљевчани могли да купе млевену кафу у свом граду. Уз радњу су се налазиле и две просторије у којима се кафа припремала за пржење и млевење.
Стојковићева радња је успешно пословала све до Првог светског рата и аустроугарске окупације града. Тада је Стоковићева радња, као и друге сличне радње, морала да обустави свој рад због пљачке коју су извршили аустроугарски војници. Након рата, негде средином двадесетих година, Стојковић је продао своју радњу и престао је да се бави трговином. Поред ове продавнице, Стојковић је поседовао и две куће у Краљеву.
Поред трговине, Стојковић се активно бавио политиком. Као младић био је близак социјализму, али се касније прикључио Народној радикалној странци, чији је члан остао скоро до краја живота. Наиме, на општинским изборима 1933. године гласао је за демократе, разочаран у вођство радикала. Године 1889. био је изабран за краљевачког кмета, након чега је постао председник општине. Положај председника краљевачке општине је, са мањим прекидима, заузимао све до 1922. године. Као председник општине 1915. године, у време уласка аустроугарских трупа у град, Стојковић је био на челу делегације која је предала град команданту трупа. Колико је поштовање уживао међу својим суграђанима показује и чињеница да су за њега често гласали и чланови конкурентских странака. Краљевчани су га често од милоште називали и чика Јовица или сиротињска мајка. Он је био заслужан за решавање низа комуналних проблема, а улагао је и велики труд како би унапредио здравствене и културно-просветне прилике у граду. Тако је Стојковић био један он иницијатора идеје о отварању непотпуне четворогодишње гимназије у Краљеву.
Иако је као младић морао због сиромаштва да прекине школовање, Стојковић је био велики љубитељ књига. Био је први Краљевчанин претплаћен на издања Српске књижевне задруге и био је њен повереник у Краљеву. Редовно је куповао и дневну и периодичну штампу, пре свега Политику, Самоуправу и Време.
Јовица Стојковић се женио два пута. Из првог брака је имао сина Михајла, који је, након повратака са Солунског фронта, преминуо 1918. године у Аранђеловцу од шпанске грознице.  У свом другом браку са Милком, ћерком угледног рашчанског трговца Милојка Поповића, имао је петоро деце, али су им две ћерке преминуле у детињству.
Јовица Стојковић је преминуо 15. октобра 1933. године у Краљеву, после дуже болести.